# Макарій Оксіюк
Митрополит Макарій (в миру — Оксіюк Михайло Федорович; 17 (29) вересня 1884, с. Луковисько, Радинський повіт, Сідлецька губернія — 2 березня 1961, м. Одеса) — церковний діяч, митрополит Варшавський і всієї Польщі. Рідний брат архієпископа УАПЦ Оксіюка Йосифа Федоровича.

## Біографія
Народився в с. Луковисько, Радинського повіту, Сідлецької губернії.
У 1907 році закінчив Холмську духовну семінарію.
У 1911 році закінчив Київську духовну академію зі ступенем кандидата богослов'я і залишений при академії професорським стипендіатом.
У 1912 році був обраний доцентом академії по другій кафедрі Патрологія.
У 1914 році здобув ступінь магістра богослов'я за твір «Есхатологія св. Григорія Нісського». Історико-догматичне дослідження. Київ, 1914.
У 1917 році був обраний професором Київської академії і перебував на цій посаді до закриття академії в 1922 році.
У 1918–1922 роках перебував також доцентом з історії Візантії в Київському університеті та інституті Народної освіти.
У 1926–1933 роках працював у бібліотеці Української Академії Наук у Києві на посаді наукового працівника з функціями завідувача книгосховищем.
Після закриття духовної академії та виключення історії Візантії з планів викладання в ІНО, перебував також викладачем середніх навчальних закладів з історії та мов.
У 1942 році овдовів і в тому ж році прийняв священний сан. Перебував настоятелем спочатку св. Покровської, а потім св. Дмитрівської церкви у м. Києві.
У 1943 році возведений у сан протоієрея.
20 квітня 1945 в Загорську (Сергіїв Посад, Росія) пострижений у чернецтво і зведений в сан архімандрита Почаївської лаври.
22 квітня 1945 хіротонізований в єпископа Львівського і Тернопільського.
Хіротонія здійснена в Московському Патріаршому Богоявленському соборі Святійшим Патріархом Алексієм в співслужінні з митрополитом Київським Іоанном і єпископом Кишинівським Ієронімом.
До дня Великодня 21 квітня 1946, за труди в справі ліквідації УГКЦ нагороджений саном архієпископа РПЦ.
3 червня 1948 — архієпископ Львівський, Тернопільський і Мукачівсько-Ужгородський РПЦ.
З 8 по 18 липня 1948 року був учасником церковного торжества в Москві з нагоди 500-річчя автокефалії Російської Православної Церкви. Брав участь у нарадах патріархів і представників автокефальних Православних Церков за запропонованими Московською Патріархією питаннями:
- Ватикан і Православна Церква;
- Екуменічний рух і Православна Церква;
- Про Англіканській церковній ієрархії;
- Про церковний календар.

18 серпня 1949 нагороджений правом носіння хреста на клобуку.
З грудня 1949 року — почесний член Московської духовної академії.
На початку 1950 року організував Архієрейську конференцію за участю єпископів Антонія Станіславського і Михаїла Дрогобицького, присвячену питанням обрядності.
17 березня 1950 року звільнений від управління Мукачівсько-Ужгородської єпархії, залишившись архієпископом Львівським і Тернопільським.
19 квітня 1951 року собор єпископів Польської автокефальної православної церкви попросив патріарха Олексія І визначити ієрарха на посаду митрополита Варшавського і всієї Польщі. 15 травня 1951 відпущений під юрисдикцію Польської автокефальної Православної Церкви.
17 червня 1951 вручений диплом почесного члена Московської Духовної Академії.
8 липня 1951 року возведений у сан митрополита Варшавського і всієї Польщі та затверджений Головою Польської автокефальної Православної Церкви. Константинопольський патріархат визнав вибір нелегітимним, по причині позбавлення посади митрополита Діонісія. Митрополит Макарій ніколи не прийняв польського громадянства, залишаючись громадянином СРСР.
5 вересня 1951 року ліквідував Варшавську православну консисторію. В 1952 році скасував Внутрішній церковний статут і Парафіяльний статут ПАПЦ. Церква стала централізованою і в ній були запроваджені норми Російської Православної Церкви.
Значно вплинув на стан православної церкви на Підляшші. Очолив Варшавсько-Більську єпархію. Його турботами упорядковане богослужбове і господарське життя Яблочинського Свято-Онуфріївського чоловічого монастиря і та Свято-Марфо-Маріїнського жіночого монастиря на горі Грабарці.

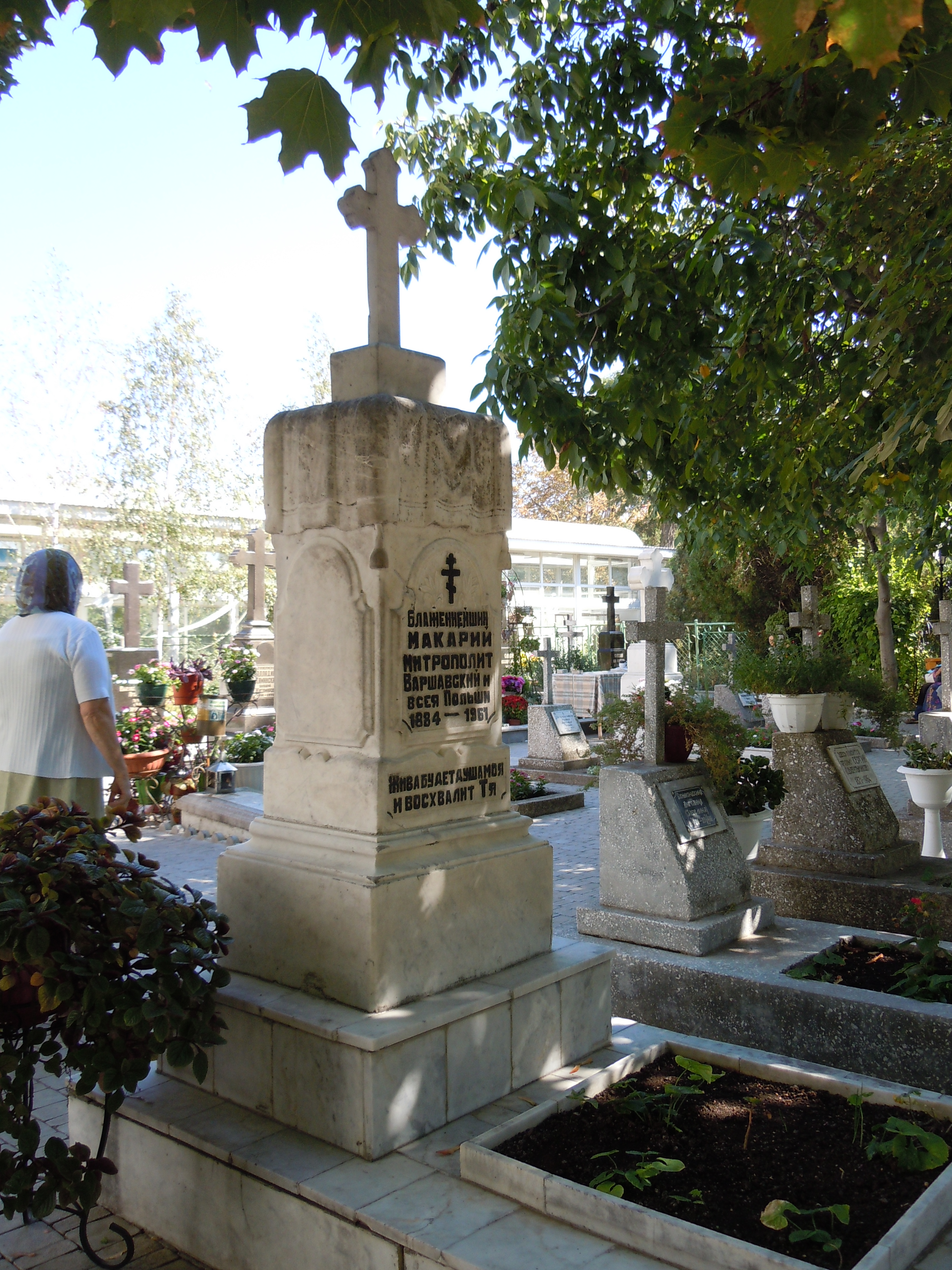
Могила митрополита на цвинтарі Успенського монастиря в Одесі

В 1954 році створив двомісячний російськомовний «Церковний вісник» і став його редактором.
Відстоював російський характер церкви в Польщі і виступав проти поширення церковних видань на білоруській, польській і український мові. В українські приходи часто призначав священиків, які не володіли мовою населення. Побоювався звинувачень в українському націоналізмі. Тим не менше в 1956 році ввів навчання української мови в Варшавській духовній семінарії. Добився відкриття Православної секції в Християнській богословській академії.
Відбудовував катедральний собор святої Марії Магдалини у Варшаві.
З 1957 року влада почала активно шукати заміну митрополиту довоєнними кадрами з польським громадянством. Процес стримував поганий стан здоров'я Макарія.
9 грудня 1959 року зрікся посади. В травні 1960 виїхав з Польщі на лікування до Москви.
Помер 2 березня 1961 року в Одесі. Похований на братському цвинтарі Одеського Свято-Успенського монастиря.

## Творча і богословська спадщина
- Теопасхитские споры. — Киев, 1913.
- Учение св. Апостола Павла об оправдании. — Киев, 1914.
- Эсхатология св. Григория Нисского (Историко-догматическое исследование) (магистерская диссертация). — Киев, 1914.
- Проповеди, произнесенные на пассиях в Великом посту. — Труды Киевской дух. академии. — 1911—1922 гг.
- Сводный каталог иностранной периодики в библиотеках г. Киева (в рукописи одобренный к печатанию), Киев, 1933.
- Послання Всечеснішим отцям деканам, настоятелям св. монастырів і всім душпастирям парафій Львівсько-Тернопільської Архієпископії // Єпархіальний Вісник. — 1946. — № 6. — С. 3—4.
- Всечеснішим душпастирям, благочестивим інокам і всім вірним Святої Православної Церкви на Львівщині і Тернопільщині (Різдвяне послання), // Єпархіальний Вісник. — 1947. — № 1. — С. 3—5.
- Православна Церква в Західних Областях України // Єпархіальний Вісник. — 1947. — № 6. — С. 3—4.
- Проповідь на I-й день Різдва Христова // Єпархіальний Вісник. — 1947. — № 2. — С. 50—51.
- Всечеснішим душпастирям, благочестивим інокам і всім вірним наших єпархій в західних областях України // Єпархіальний Вісник. — 1947. — № 3. — С. 67—69.
- Всечеснішим душпастирям, благочестивим інокам і всім вірним Св. Правосл. Церкви на Львівщини і Тернопольщині (Великодне послання) // Єпархіальний Вісник. — 1947. — № 4. — С. 99—101.
- Слово в день роковин Львівського Церковного Собору перед молебном у кафедральному храмі св. Юра (9 березня 1947 року) // Єпархіальний Вісник. — 1947. — № 4. — С. 106—108.
- Високопреподобнішим настоятелям монастирів і всечеснішим отцям деканам // Єпархіальний Вісник. — 1947. — № 5—6. — С. 133-13?.
- Слово після освячення церкви в ім'я св. Архистратіга Михаїла в м. Львові (8 червня 1947 року) // Єпархіальний Вісник. — 1947. — № 7. — С. 217—219.
- Слово, виглошене в день Успіния Божої Матері за Божественною Литургиєю в Мукачівському монастирі на Чернечій горі 15/28 серпня 1947 року // Єпархіальний Вісник. — 1947. — № 9. — С. 272—274.
- Слово перед молебном у Львівському кафедральному соборі 7 листопада 1947 року // Єпархіальний Вісник. — 1947. — № 11. — С. 337—338.
- Слово в день Великомучениці Варвари за Божественною Литургією в Чернівецькому кафедральному соборі 4-17 грудня 1947 року // Єпархіальний Вісник. — 1947. — № 12. — С. 360—362.
- Різдвяне послання // Єпархіальний Вісник. — 1948. — № 1. — С. 5—7.
- Слово на другий день Різдва Христова в св. Георгієвській Церкви м. Львові // Єпархіальний Вісник. — 1948. — № 1. — С. 19—21.
- Слово перед молебном у день 30-річниці Української Радянської Держави 25 січня 1948 року // Єпархіальний Вісник. — 1948. — № 1. — С. 21—23.
- Послание к Закарпатскому народу. — Львов, 1948.
- Статті про церковне життя Хомщини XVII—XVIII вв., надруковані в 1912—1915 гг. в часописах «Холмская Церковная Жизнь» і «Холмская Русь».